# Renesanční tanec
Renesanční tance jsou tradičně řazeny do velké skupiny historických tanců.
Renesanční tance jsou v podstatě první historické tance, ke kterým máme primární písemné prameny. Tehdejší traktáty ovšem často promlouvají k tanečníkovi, který je s problematikou tance alespoň průměrně obeznámen, takže v nich málokdy najdeme úplné informace. Přesná rekonstrukce konkrétních pohybů a choreografií je tedy velmi nesnadná a taneční historikové jsou málokdy zajedno stran toho, jak se ten který krok či celý tanec provádí.
Nejstarší taneční manuály pocházejí z Itálie poloviny patnáctého století, jedná se o několik spisů Archivováno 22. 5. 2010 na Wayback Machine. taneční školy, kterou založil Domenico da Piacenza. Další „návody“ se poměrně brzy objevily v Anglii a Francii, později se rozšířily i do jiných zemí.
Taneční návody nám umožňují lépe pochopit renesanční společenské aktivity. Vzhledem k důležitému postavení tance v tomto období můžeme díky informacím z tanečních spisů lépe pochopit myšlení a chování tehdejších lidí, především šlechty a měšťanstva. Tance venkovanů jsou zachycené jen v útržkovitých popisech a obrazovém materiálu.
Tance samotné mají mnoho nejrůznějších podob, vždy ale vycházejí z přirozených lidských pohybů, nejčastěji chůze. Pracovně je můžeme rozdělit do tří skupin: tance pro celou společnost (kruhové nebo procesionální), u kterých se skutečně všichni zapojí do tance, tance pro menší počet tanečníků (obvykle od jednoho páru do čtyř), u kterých část společnosti tančí a část přihlíží, a tance pro podívanou, (od jednoho tanečníka až po desítky páru), které byly komponované pro potřebu dvorských slavností. Zároveň ale platí, že se u tanců pro podívanou vycházelo z figur i kroků společenských tanců, a naopak některé uměle složené tance byly tak populární, že se z nich časem staly tance společenské, jak tomu bylo například v případě Branle de Malte Archivováno 19. 4. 2011 na Wayback Machine..

## Významné renesanční tance
- Basse danse
- Tourdion
- Pavane (Pavana)
- Galliarda či gagliarda
- Courante
- Gavotte (Gavota)
- Branle či bransle
- La volta
- Bizzaria
- Balleto či ballo
- Cascarde
- Barriera